# Schuberth

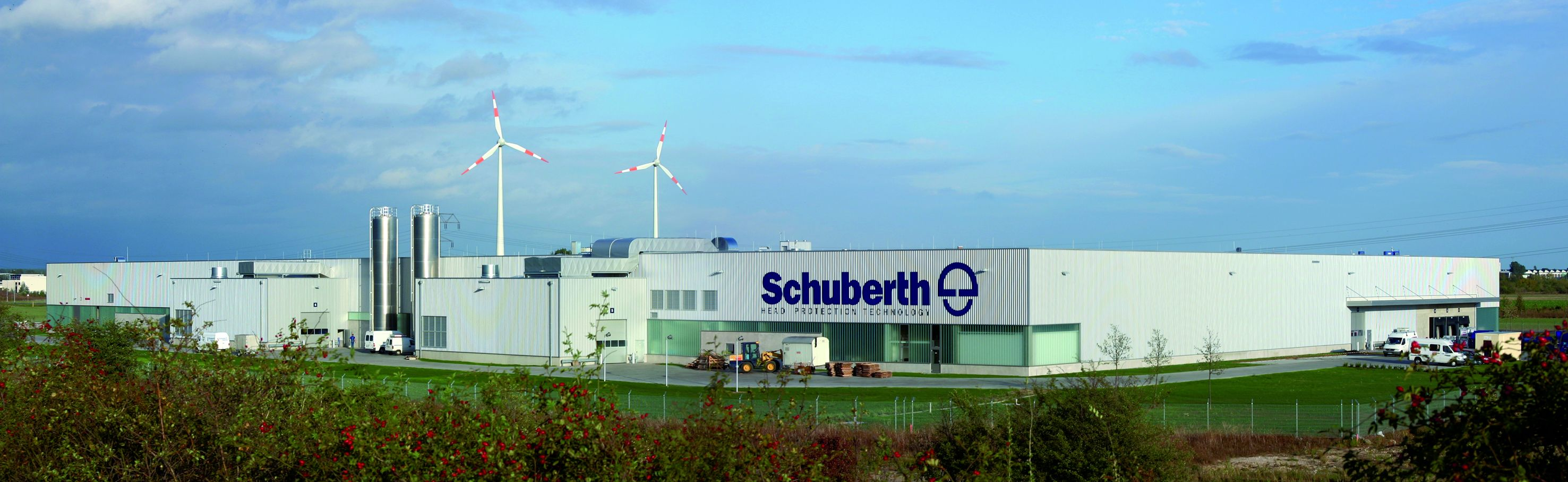
De fabriek van Schuberth in Maagdenburg

Schuberth is een Duitse producent van helmen.
Het bedrijf werd in 1922 als meubelmakerij opgericht in Braunschweig. Tegenwoordig werken ca. 500 medewerkers bij Schuberth en worden 1,5 miljoen helmen per jaar geproduceerd. Schuberth maakt ook de helmen die BMW onder zijn eigen merknaam levert en is leverancier van 65 legers. In de Formule 1 rijden onder andere Michael Schumacher, Nico Rosberg, Felipe Massa, Fernando Alonso, Sergio Pérez, Nico Hülkenberg en Pascal Wehrlein met de Schuberth Formel 1-Racehelm SF1.
Naast allerlei soorten helmen, waaronder ook brandweerhelmen en bouwhelmen, worden door Schuberth artikelen voor gehoor- en gezichtsbescherming gemaakt.